# Kiribati ai Giochi della XXXIII Olimpiade
Le Kiribati hanno partecipato ai Giochi della XXXIII Olimpiade, svoltisi a Parigi dal 26 luglio all'11 agosto 2024 con una delegazione composta da 3 atleti, due uomini e una donna.

## Delegazione
| Sport             | Uomini | Donne | Totale |
| ----------------- | ------ | ----- | ------ |
| Atletica leggera  | 1      | 0     | 1      |
| Judo              | 0      | 1     | 1      |
| Sollevamento pesi | 1      | 0     | 1      |
| Totale            | 2      | 1     | 3      |

## Risultati

### Atletica leggera
| Q | Qualificato al turno successivo per la posizione in qualificazione                                                           |
| q | Qualificato per il turno successivo per ripescaggio o, negli eventi su campo, conquistando la misura minima per qualificarsi |

Eventi su pista e strada
Maschile
| Atleta         | Evento      | Preliminari | Preliminari | Batteria        | Batteria        | Semifinale      | Semifinale      | Finale          | Finale          |
| Atleta         | Evento      | Risultato   | Posizione   | Risultato       | Posizione       | Risultato       | Posizione       | Risultato       | Posizione       |
| -------------- | ----------- | ----------- | ----------- | --------------- | --------------- | --------------- | --------------- | --------------- | --------------- |
| Kenaz Kaniwete | 100 m piani | 11"29       | 5º          | non qualificato | non qualificato | non qualificato | non qualificato | non qualificato | non qualificato |

### Sollevamento pesi
Maschile
| Atleta         | Evento | Strappo   | Strappo    | Slancio   | Slancio    | Totale | Classifica |
| Atleta         | Evento | Risultato | Classifica | Risultato | Classifica | Totale | Classifica |
| -------------- | ------ | --------- | ---------- | --------- | ---------- | ------ | ---------- |
| Kaimauri Erati | -61 kg | 100 kg    | 8º         | 120 kg    | 7º         | 220 kg | 7º         |

### Judo
Femminile
| Atleta      | Evento | 16-esimi                   | Ottavi               | Quarti               | Semifinali           | Ripescaggio          | Med. bronzo          | Finale               |
| Atleta      | Evento | Avversario Risultato       | Avversario Risultato | Avversario Risultato | Avversario Risultato | Avversario Risultato | Avversario Risultato | Avversario Risultato |
| ----------- | ------ | -------------------------- | -------------------- | -------------------- | -------------------- | -------------------- | -------------------- | -------------------- |
| Nera Tiebwa | -57 kg | D. Bilodid (UKR) P (00-10) | non qualificata      | non qualificata      | non qualificata      | non qualificata      | non qualificata      | non qualificata      |